# 金浦公氏
金浦公氏（キンポゴンし、김포공씨）は、朝鮮の氏族の一つ。本貫は京畿道金浦市である。2015年の調査では、426人（他に同系統の碧潼公氏は5人）である。
始祖は孔子の弟子であった公夏守の子孫である魯の王族の末裔の公尹輔である。
公尹輔は中国唐の18学士の一人であったが、唐の玄宗時代に安禄山の乱を避けるために、755年に新羅に帰化して金浦に定着して金浦公氏の始祖となった。

## 集姓村
- 平安北道碧潼郡
- 平安北道楚山郡
- 平安北道昌城郡
- 咸鏡南道文川郡[2]